# Hanafi Fernane
Hanafi Fernane, né le 19 janvier 1920 à El Kantra près de Larbaa Nath Irathen et mort le 18 mai 1955 à Alger est un responsable politique et résistant algérien durant la Guerre de libération nationale.
Natif de Grande Kabylie(Tizi Ouzou), il adhère au PPA en 1942, c'est un proche de Krim Belkacem. 
En 1948, il mène campagne pour le PPA-MTLD pour les élections de l'Assemblée algérienne. 
Il devient un membre actif de l'Organisation Spéciale (OS). Il est arrêté à Alger en 1950 et condamné à 4 ans de prison.
Libéré en 1953, il participe aux réunions entre messalistes et centralistes et sera nommé en 1954 comme agent de liaison entre Alger et la Kabylie.
Il est tué le 20 mai 1955 lors d'un contrôle policier en compagnie de Amar Ouamrane. Après avoir tué un policier, un autre riposte et le touche, il arrive à fuir et meurt dans un refuge à la Casbah. Son corps sera évacué à Chebli pour être enterré au côté de Souidani Boudjemaa.

## Postérité
- L'un des plus grands axes d'Alger porte son nom, l'ex-chemin Vauban où il a été mortellement touché par une balle.
- L'hôpital psychiatrique de Tizi Ouzou, situé à Oued Aissi porte aussi son nom.